# 勒曼族
勒曼族是越南官方认定的54个民族之一，主要集中在越南昆嵩省的沙泰县。
越南在1999年进行人口普查时，勒曼族共352人。至2009年时有436人。他们说勒曼语，是南亚语系孟-高棉语族的一种语言。